# جسيمية

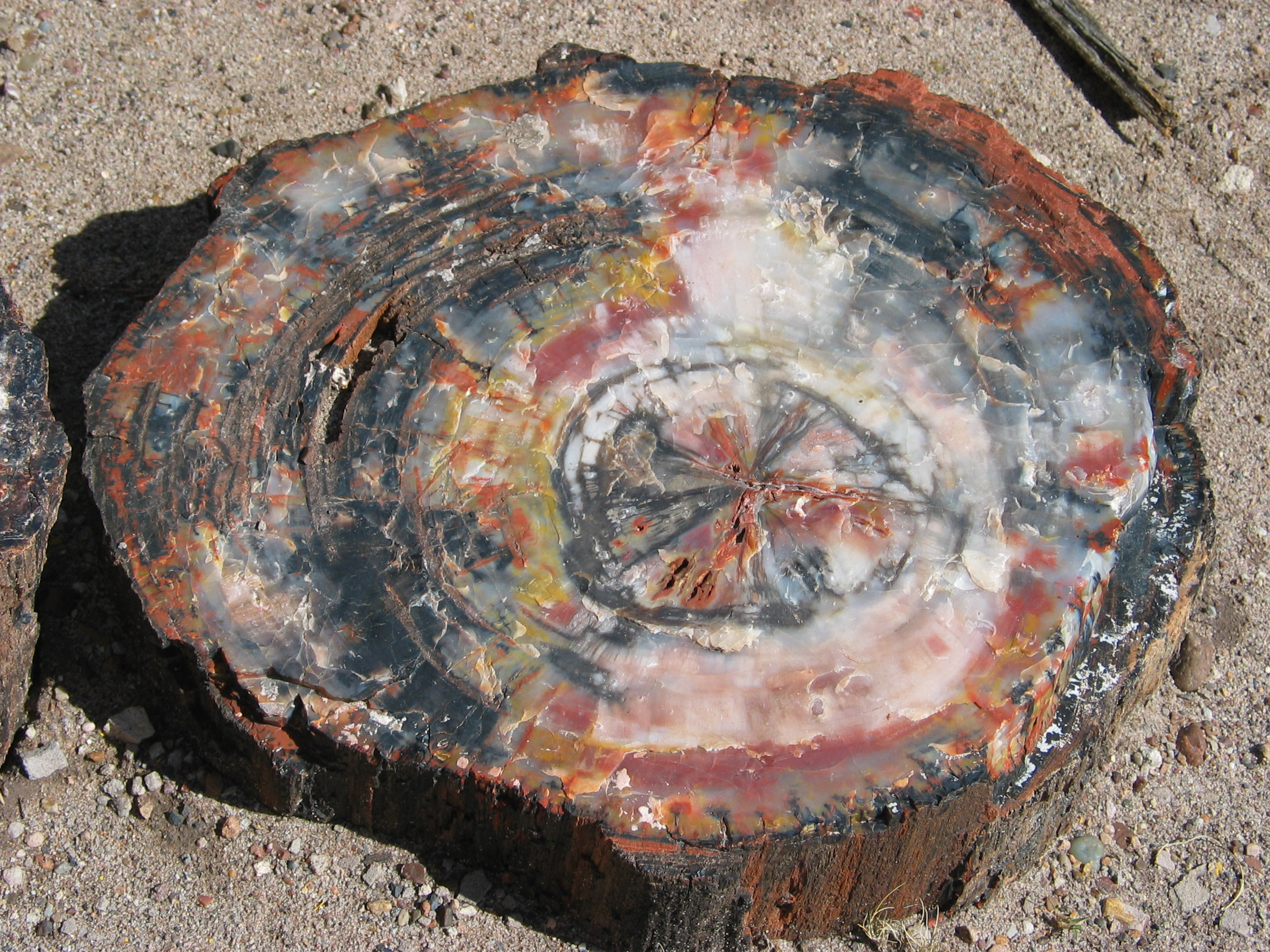

الجسيمية (بالإنجليزية: Corpuscularianism)‏ هي نظرية فيزيائية تفترض أن جميع المواد تتكون من جسيمات صغيرة جدًا. أصبحت هذه النظرية مهمة في القرن السابع عشر. برز من بين علماء النخبة لنظرية الجسمية توماس هوبز، ورينيه ديكارت، وبيير جاسندي، وروبرت بويل، وإسحاق نيوتن، وجون لوك.

## نظرة عامة
تتشابه الجسيمية مع مذهب الذرية، باستثناء أنه حيثما تكون الذرات غير قابلة للانقسام، يمكن من حيث المبدأ تقسيم الجسيمات. بهذه الطريقة، على سبيل المثال، وُضعت نظرية مفادها أن الزئبق قد يتغلغل في المعادن ويعدّل تركيبها الداخلي، وهي خطوة باتجاه إنتاج الذهب بعملية التحول. كانت الجسيمية مرتبطة، بواسطة مؤيديها البارزين، بفكرة أن بعض الخصائص التي تمتلكها الأجسام على ما يبدو هي آثار العقل الإدراكي: الصفات «الثانوية» المميزة عن الصفات «الأساسية». بقيت نظرية الجسيمية مهيمنة لقرون عدة وامتزجت مع الخيمياء على يد علماء مبكرين مثل روبرت بويل وإسحاق نيوتن في القرن السابع عشر.
أهمل بويل في عمله الكيميائي المتشكك (1661) الأفكار الأرسطية حول العناصر الكلاسيكية –الأرض، والماء، والهواء، والنار– لصالح الجسيمية. استخدم بويل الجسيمية في عمله اللاحق أصل الأشكال والصفات (1666) لتفسير جميع المفاهيم الأرسطية الرئيسية، مبتعدًا بذلك عن الأرسطية التقليدية.
استخدم الفيلسوف توماس هوبز الجسيمية لتبرير نظرياته السياسية في كتابه اللفياثان. استخدم نيوتن الجسيمية أيضًا في تطويره نظرية الانبعاث، في حين استخدمها بويل لتطوير فلسفته الجسيمية الميكانيكية، التي وضعت حجر الأساس للثورة الكيميائية.

## الجسيمية الخيميائية
رسم ويليام ر. نيومان الأصول من كتاب أرسطو الرابع علم الأرصاد الجوية. أصبح الزفيران «الجاف» و«الرطب» التابعين لأرسطو «الكبريت» و«الزئبق» الخيميائيَّين للخيميائي المسلم جابر بن حيان (815-721). احتوى مجموع الكمال لجابر الزائف على نظرية الخيميائية حيث تشكل جسيمات الكبريت والزئبق الموحدة، والمختلفة من ناحية النقاوة والحجم والحصص النسبية، الأساسَ لعملية معقدة بشكل أكبر.

## أهمية تطوير النظرية العلمية الحديثة
أصبحت العديد من المبادئ التي اقترحتها الجسيمية معتقداتٍ في الكيمياء.
- أصبحت فكرة أن للمركبات خصائص ثانوية تختلف عن خصائص العناصر التي اتحدت لإنتاج هذه المركبات أساسَ الكيمياء الجزيئية.
- أصبحت فكرة أن العناصر ذاتها من الممكن أن تتحد بشكل متوقع بنسب مختلفة باستخدام طرق مختلفة لتكوين مركبات ذات خصائص مختلفة جذريًا أساسَ قياس اتحادية العناصر وعلم البلّورات، وأسست دراسات الاصطناع الكيميائي.
- إن قدرة العمليات الكيميائية على تبديل تركيب جسم ما دون أن تغير هيئته تغييرًا كبيرًا هي أساس نظرية المستحاثات بواسطة التمعدن وفهم الكثير من العمليات المعدنية والبيولوجية والجيولوجية.